# Michael Paul Chan
Michael Paul Chan nació en San Francisco, California. Su trabajo en televisión ha incluido papeles como el juez Lionel Ping en Arrested Development, el detective Ron Lu en Robbery Homicide Division, la voz de Jimmy Ho en Los PJ, el señor Chong en The Wonder Years y un inversor japonés en la serie de 1990 Northern Exposure. También participó en el episodio "Dreams, Schemes and Putting Greens" y en 2011 como un agente de la C.I.A. (Agencia China de Inteligencia) en un episodio de Los Simpsons. También ha participado en papeles en series como Bones, Babylon 5, y The Young and the Restless.
Uno de sus papeles más notables en cine fue en la película de 1993 Falling Down, como el dueño de la tienda que se negaba a dar descuento al personaje de Michael Douglas cuando este intentaba comprar una lata de refresco para conseguir el cambio para el teléfono fuera de la tienda. Otro fue como el padre de "Data" en Los Goonies. Apareció en la serie de películas de Batman dirigidas por Joel Schumacher, como un ejecutivo de las Empresas Wayne en Batman Forever y el Dr. Lee en Batman y Robin. Otras películas en las que participó incluyen Americanese, Megiddo: The Omega Code 2, U.S. Marshals, Spy Game, Quicksilver, The Joy Luck Club, The Insider y Thief. 
Chan es chino-americano de tercera generación. Es miembro fundador de la Asian American Theater Company. Está casado y tiene un hijo.